# Gustav von der Wenge
Franz Gustav Richard Freiherr von der Wenge Graf von Lambsdorff (Gross-Berstein, 18. ožujka 1867. – 22. prosinca 1937.) je bio njemački general i vojni zapovjednik. Tijekom Prvog svjetskog rata bio je načelnikom stožera 6. armije i 9. armije na Zapadnom i Istočnom bojištu.

## Vojna karijera
Gustav von der Wenge rođen je 18. ožujka 1867. u Gross-Bersteinu u Kurlandiji. U prusku vojsku stupio je 1886. služeći u 2. gardijskoj grenadirskoj pukovniji "Kaiser Franz". Čin poručnika dostigao je u rujnu 1893. godine, satnikom je postao u ožujku 1899., dok je svibnju 1904. promaknut u čin bojnika. U travnju 1911. unaprijeđen je u čin potpukovnika, dok je prosincu te iste godine imenovan načelnikom stožera X. korpusa sa sjedištem u Hannoveru kojim je zapovijedao Otto von Emmich. Nakon toga u listopadu 1913. promaknut je u čin pukovnika.

## Prvi svjetski rat
Na početku Prvog svjetskog rata X. korpus kojemu je von der Wenge bio načelnik stožera nalazio se u sastavu 2. armije kojom je na Zapadnom bojištu zapovijedao Karl von Bülow. Kao načelnik X. korpusa sudjeluje u opsadi Liegea, Bitci kod Charleroia, te Prvoj bitci na Marni. Potom X. korpus ulazi u sastav 7. armije, te sudjeluje u borbama na rijeci Aisnei.
U svibnju 1915. von der Wenge imenovan je načelnikom stožera 6. armije kojom je zapovijedao bavarski princ Rupprecht. U tom svojstvu sudjeluje u Drugoj bitci u Artoisu. U studenom 1915. premješten je na Istočno bojište gdje je imenovan načelnikom stožera 9. armije pod zapovjedništvom princa Leopolda. Istodobno je obnašao dužnost i načelnika stožera Grupe armija Leopold Bavarski u čijem sastavu se 9. armija nalazila. Navedenu dužnost obnaša do rujna 1916. kada postaje zapovjednikom 32. pješačke brigade, nakon čega je u siječnju 1917. promaknut u čin general bojnika.
U studenom 1917. imenovan je zapovjednikom 30. pješačke divizije kojom je do tada zapovijedao Friedrich von Gontard. Navedena divizija nalazila se na Zapadnom bojištu, te zapovijedajući istom sudjeluje u Proljetnoj ofenzivi.

## Poslije rata
Nakon završetka rata von der Wenge je u prosincu 1918. imenovan zapovjednikom 81. pričuvne divizije. Istom zapovijeda do veljače 1919. kada postaje zapovjednikom 37. pješačke divizije. Niti navedenom divizijom dugo ne zapovijeda jer je idućeg mjeseca, u ožujku imenovan zapovjednikom Landverskog korpusa kojim zapovijeda do kolovoza 1919. godine.
Gustav von der Wenge preminuo je 22. prosinca 1937. u 71. godini života.

## Vanjske poveznice
(eng.) Gustav von der Wenge na stranici Prussianmachine.com